# りょうけん座矮小銀河
りょうけん座矮小銀河(Canes Venatici Dwarf Galaxy)は、りょうけん座の方角にある矮小楕円体銀河である。2006年にスローン・デジタル・スカイサーベイのデータから発見された。しし座Iやしし座IIと並び、銀河系の伴銀河としては最も遠くにある。太陽からは約22万パーセク離れており、約31km/sの速度で遠ざかっている。楕円形（軸比 ~ 2.5:1）で、光が半減する半径は約550パーセクである。
りょうけん座矮小銀河は、銀河系の伴銀河では比較的も暗く、合計の光度は太陽光度の約23万倍（絶対等級は約-8.6）である。しかし、質量は2700万太陽質量もあり、質量光度比は約220である。この質量光度比の大きさは、りょうけん座矮小銀河が暗黒物質に占められていることを意味している。
りょうけん座矮小銀河を構成する恒星は、100億歳以上の古い恒星が多い。金属量は、[Fe/H] ≈ -2.08 ± 0.02ととても低く、重元素の量が少なくとも太陽の110分の1以下であることを示している。また、この銀河は約60個のこと座RR型変光星を含み、また金属量の豊富な（[Fe/H] ≈ -1.5）若い恒星（10億歳から20億歳）も少量存在し、質量の約5%、光度の約10%を占める。これらの若い恒星は、銀河の中央に集まっている。現在は、りょうけん座矮小銀河の中で星形成は行われていない。また、これまで中性水素原子は検出されておらず、存在するとしても上限は3万太陽質量である。